# Villares de Abajo
Villares de Abajo (Vilares d'Abaxo en eonaviego) es un pueblo que pertenece a la parroquia de Tormaleo, situada en el concejo de Ibias. El pueblo de Villares de Abajo pertenece a la comarca de Narcea.

## Historia
En Villares de Abajo está el conocido como poblado minero. Los poblados mineros fueron una tipología residencial que se inicia en el siglo XIX y dura hasta la segunda mitad del siglo XX. La empresa minera proveía a los trabajadores de vivienda, ya que con la mano de obra local no podían cubrir las necesidades de las nuevas explotaciones y tenían que recurrir a inmigrantes. Junto a la vivienda se incluían otros equipamientos, como escuelas o cines.
Pero en otros casos el poblado minero era impulsado por la Obra Sindical del Hogar. Este parece que fue el caso del poblado minero de Villares de Abajo a finales de los años 50. En esa época la sociedad MInas de Tormaleo, explotó el carbón de la zona hasta que en 1995 se fusionó con Minero Siderúrgica de Ponferrada. En 2010 cesa la actividad de minería del carbón en Tormaleo y las viviendas fueron vendidas a los mineros que las habitaban.

## Infraestructuras mineras
La empresa Carbones la Vega obtiene en 2020 la autorización para explotar la mina Miura, una mina subterránea de antracita de gran calidad situada en el propio Villares de Abajo. Esta antracita no se dedica a la combustión, sino a otros usos industriales. Con una duración inicial prevista hasta 2025, las estimaciones de permanencia de la explotación se han ampliado hasta 2038.
En Villares de Abajo se conserva un antiguo lavadero de carbón, hoy edificio administrativo de la mina Miura.
Villares de Abajo es conocido por ser el punto de partida de un antiguo teleférico por el que se sacaba el carbón hacia León. En efecto, "Entre 1959 y 1964 se construye el teleférico de Tormaleo, con 97 pilares,  y 5 estaciones, entre Villares de Abajo (Ibias) y Páramo del Sil, atravesando el puerto de Cienfuegos con un túnel de 500 metros, y bajando por el valle de Fornela hasta  conectar con el ferrocarril de la Minero Siderúrgica de Ponferrada. Dejó de funcionar en 1998".

## Otras infraestructuras
En la zona existen espacios y edificaciones comunes cuya situación está pendiente de ser resuelta en el marco del concurso de Hullas del Coto Cortés, que en su momento absorbió a Minero Siderúrgica de Ponferrada. Entre esos edificios están antiguas escuelas o un campo de fútbol. El poblado gestiona una zona de juegos infantil y todos los aspectos propios del funcionamiento del mismo, ya que formalmente no ha sido incorporado al concejo de Ibias y se considera privado.

## Demografía
En 2000 Villares de Abajo tenía 190 habitantes. Se produce un rápido declive de la población hasta 2008. Continuará, aunque de forma más moderada, en los años siguientes. En 2016 Villares de Abajo pierde la cota de los 100 habitantes. 2020 marcará un mínimo con una cifra de 87 empadronados. Desde entonces volverá a crecer la población, cerrando 2023 con 95 personas censadas.
No obstante, como suele ser habitual en este tipo de localidades, los datos estadísticos no reflejan completamente la realidad. Las casas no se abandonan, sino que se destinan al uso vacacional. La población por tanto varía significativamente en épocas festivas y vacacionales.
Villares de Abajo es un núcleo de población residencial. Los servicios están en localidades próximas, en especial Luiña. Como es habitual en este tipo de pequeñas poblaciones asturianas, diariamente pasan furgonetas en las que se pueden adquirir o encargar productos de alimentación.
| Gráfica de evolución de Villares de Abajo entre 2000 y 2023 |
|                                                             |